# Enter the Game of Death
Enter the Game of Death (Originaltitel: chinesisch 死亡魔塔, Pinyin Sǐwáng mó tǎ, Jyutping Sei2mong4 mo1 taap3 – „teuflischer Turm des Todes, Teufelsturm des Todes“; auch Originaltitel: koreanisch 十字手拳 Hangeul 십자수권 Sipjasugwon, englisch Cross Hands Martial Arts), 1978 ursprünglich als Cross Hands Martial Arts und in Nordamerika als The King of Kung Fu veröffentlicht, in Deutschland auch als Bruce Lee – Das Spiel des Todes bekannt, ist ein Kampfkunstfilm der Bruceploitation. Der Film zeigt einen frühen Auftritt von Steve James, der später in der amerikanischen Ninja-Filmreihe eine Hauptrolle spielte. Die Hauptrolle spielt der Bruce-Lee-Imitator Bruce Le (呂小龍; * 5. Juni 1950 in Rangun, Burma).

## Inhalt
Der Zweite Weltkrieg steht vor der Tür und China vermutet eine Invasion aus Deutschland und Japan. Chang Bruce Le wird von einer chinesischen Spionagegruppe angeheuert, um ein geheimes Dokument zurückzugewinnen – entscheidend für den Sieg –, das im obersten Stockwerk eines 6-stöckigen Gebäudes versteckt ist. Dafür muss er sich den Turm hinaufkämpfen.

## Kritiken
Das Publikum bewertete den Film als schlecht.
Der Filmdienst kritisierte „[b]lutkeere Phrasen, eine elektronisch verzerrte Klangkulisse und dilettantische Schauspieler“. Die Produktion sei „[e]in holpriger Zusammenschnitt“ und das „unscharfe Bildmaterial“ sei wohl als „Restmaterial“ nicht für die Kinoauswertung bestimmt gewesen.